# Big Girls Cry
„Big Girls Cry” este un cântec al cantautoarei australiene Sia de pe al șaselea ei album de studio 1000 Forms of Fear (2014). Single-ul nu a fost lansat internațional; a fost lansat doar în Australia și în unele părți ale Europei. Acesta s-a clasat în Belgia și a lovit top-ul 40 în Australia și Franța.
Electronic datorită lui Odesza care a lansat un remix „choppy, chillwave” pentru „Big Girls Cry” pe data de 5 decembrie 2014. Pe data de 15 octombrie 2014, Sia a interpretat „Big Girls Cry” live la The Recording Academy. Pe data de 2 aprilie 2015, „Big Girls Cry” a fost lansat ca al treilea single în Regatul Unit. Sia a interpretat „Big Girls Cry” live la show-ul televiziv Australian, Sunrise pe data de 21 aprilie 2015.

## Videoclipul
Pe data de 2 aprilie 2015, un videoclip pentru cântec a fost lansat pe canalul de Vevo a lui Sia. Videoclipul o arată pe Maddie Ziegler în tricoul de culoarea pielii de marcă și peruca blondă a lui Sia în fața camerei de filmat, în fața unui fundal negru, răsucind fața ei si folosind mâinile pentru a exprima o mulțime de emoții. La un moment dat două mâini intră în cadru (a fost arătat în filmul din spatele-scenelor ca fiind mâinile proprii ale lui Sia) manipulând fața lui Ziegler și acoperind gura, acestea pare să ridice gâtul lui Ziegler în aer până când numai picioarele ei lovind sunt arătate, apoi Ziegler apare din nou în cadrul pentru a relua contorsiunile ei faciale emoționale.
Sia a dezvăluit că ar fi făcut o trilogie de videoclipuri cu Ziegler într-un videoclip din spatele scenelor pentru „Elastic Heart”. Ca și în primele două videoclipuri din seria („Chandelier” și „Elastic Heart”), videoclipul pentru „Big Girls Cry” a fost regizat de către Sia și Daniel Askill și coregrafia lui Ryan Heffington. Fiind în decembrie 2015, videoclipul a primit mai mult de 87 de milioane de vizualizări.

## Clasamente
| Clasament (2014-15)                    | Poziție maximă |
| -------------------------------------- | -------------- |
| Australia (ARIA)                       | 16             |
| Belgia (Ultratip Falnders)             | 54             |
| Belgia (Ultratop Wallonia)             | 29             |
| Canada (Canadian Hot)                  | 64             |
| Franța (SNEP)                          | 18             |
| Irlanda (IRMA)                         | 60             |
| Israel (Media Forest)                  | 7              |
| Scoția (OCC)                           | 51             |
| Serbia (IFPI)                          | 4              |
| Regatul Unit (OCC)                     | 77             |
| Statele Unite ale Americii (Billboard) | 16             |

## Certificări
| Țara      | Companie | Certificații (vânzări) |
| --------- | -------- | ---------------------- |
| Australia | (ARIA)   | 70,000                 |

Note
- reprezintă „disc de platină”;

## Istoricul lansărilor
| Țară                       | Dată            | Format                         | Cas               | Ref.   |
| -------------------------- | --------------- | ------------------------------ | ----------------- | ------ |
| Belgia                     | 25 iunie 2014   | Descărcare digitală            | Monkey Puzzle RCA | [ 18 ] |
| Finlanda                   | 25 iunie 2014   | Descărcare digitală            | Monkey Puzzle RCA | [ 19 ] |
| Portugalia                 | 25 iunie 2014   | Descărcare digitală            | Monkey Puzzle RCA | [ 20 ] |
| Spania                     | 25 iunie 2014   | Descărcare digitală            | Monkey Puzzle RCA | [ 21 ] |
| Suedia                     | 25 iunie 2014   | Descărcare digitală            | Monkey Puzzle RCA | [ 22 ] |
| Elveția                    | 25 iunie 2014   | Descărcare digitală            | Monkey Puzzle RCA | [ 23 ] |
| Franța                     | 27 aprilie 2015 | Descărcare digitală (Remix EP) | Monkey Puzzle RCA | [ 24 ] |
| Statele Unite ale Americii | 28 aprilie 2015 | Descărcare digitală (Remix EP) | Monkey Puzzle RCA | [ 25 ] |
| Regatul Unit               | 4 mai 2015      | Descărcare digitală (Remix EP) | Monkey Puzzle RCA | [ 26 ] |
| Regatul Unit               | 4 mai 2015      | Contemporary hit radio         | Monkey Puzzle RCA | [ 27 ] |